# Éder Patolfo
Éder Patolfo é o pai de Peninha e Zeca Pato, filho do meio de Vovó Donalda e Tomás Reco, é bisneto de Cornélio Patus.

## Nomes em outros idiomas
- Alemão: Teddy Duck
- Dinamarquês: Andolf And
- Finlandês: Unto Ankka
- Francês: Barnabé Duck
- Grego: Ευγένιος Ντακ
- Holandês: Driekus Duck
- Inglês: Eider Duck
- Italiano: Eider Duck
- Norueguês: Eddy Duck
- Polonês: Kaczor Kupermajczak zwany "Elegantem"
- Sueco: Unkas Anka